# Vachellia erioloba
Vachellia erioloba là một loài thực vật có hoa trong họ Đậu. Loài này được (E. Mey.) P.J.H. Hurter mô tả khoa học đầu tiên năm 2008.